# Blériot 127
Blériot 127 (hay Bl-127) là một loại máy bay ném bom của Pháp trong thập niên 1920 và 1930. Được phát triển từ mẫu máy bay tiêm kích hộ tống Blériot 117.

## Biến thể
- 127/1
- 127/2
- 127/3
- 127/4
- 137

## Quốc gia sử dụng
Pháp
- Không quân Pháp

## Tính năng kỹ chiến thuật

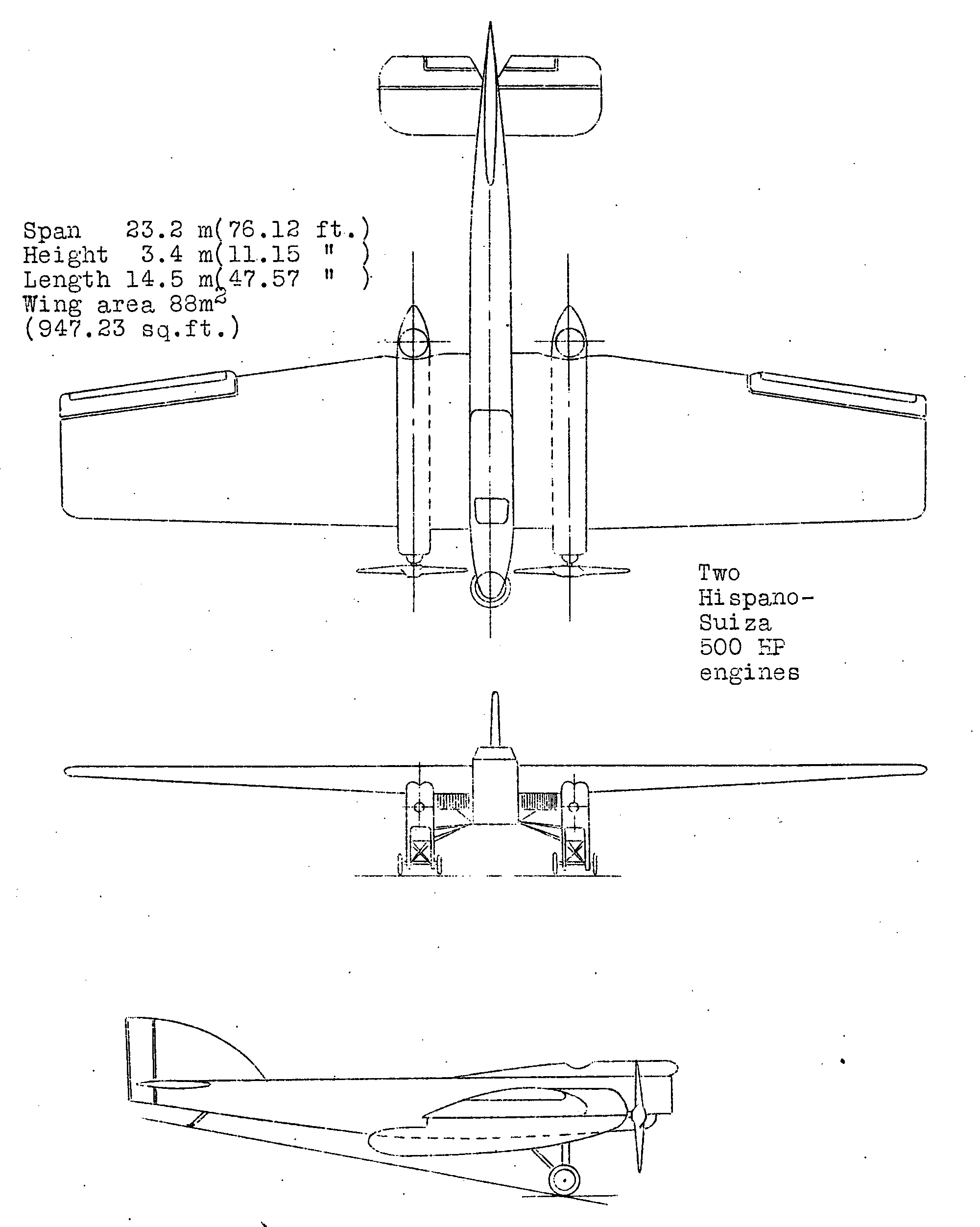
Blériot 127

Đặc điểm tổng quát
- Kíp lái: four
- Chiều dài: 14.68 m (48 ft 42 in)
- Sải cánh: 23.20 m (76 ft 1 in)
- Chiều cao: 3.41 m (11 ft 2 in)
- Diện tích cánh: 88.0 m2 (947 ft2)
- Trọng lượng rỗng: 3.750 kg (8.267 lb)
- Trọng lượng có tải: 4.966 kg (10.948 lb)
- Powerplant: 2 × Hispano-Suiza 12Hb, 410 kW (550 hp) mỗi chiêc

Hiệu suất bay
- Vận tốc cực đại: 199 km/h (124 mph)
- Tầm bay: 1.500 km (932 dặm)
- Trần bay: 7.450 m (24.440 ft)

Vũ khí trang bị
- 4 &times súng máy Lewis
- 1.000 kg (2.200 lb) bom